# بيلي مكمولين
بيلي مكمولين (بالإنجليزية: Billy McMullen)‏ هو لاعب كرة قدم أمريكية أمريكي، ولد في 8 مارس 1980 في ريتشموند في الولايات المتحدة.

## وصلات خارجية
- بيلي مكمولين على موقع مرجع كرة القدم المحترفة.كوم (الإنجليزية)